# Janssen (inslagkrater)

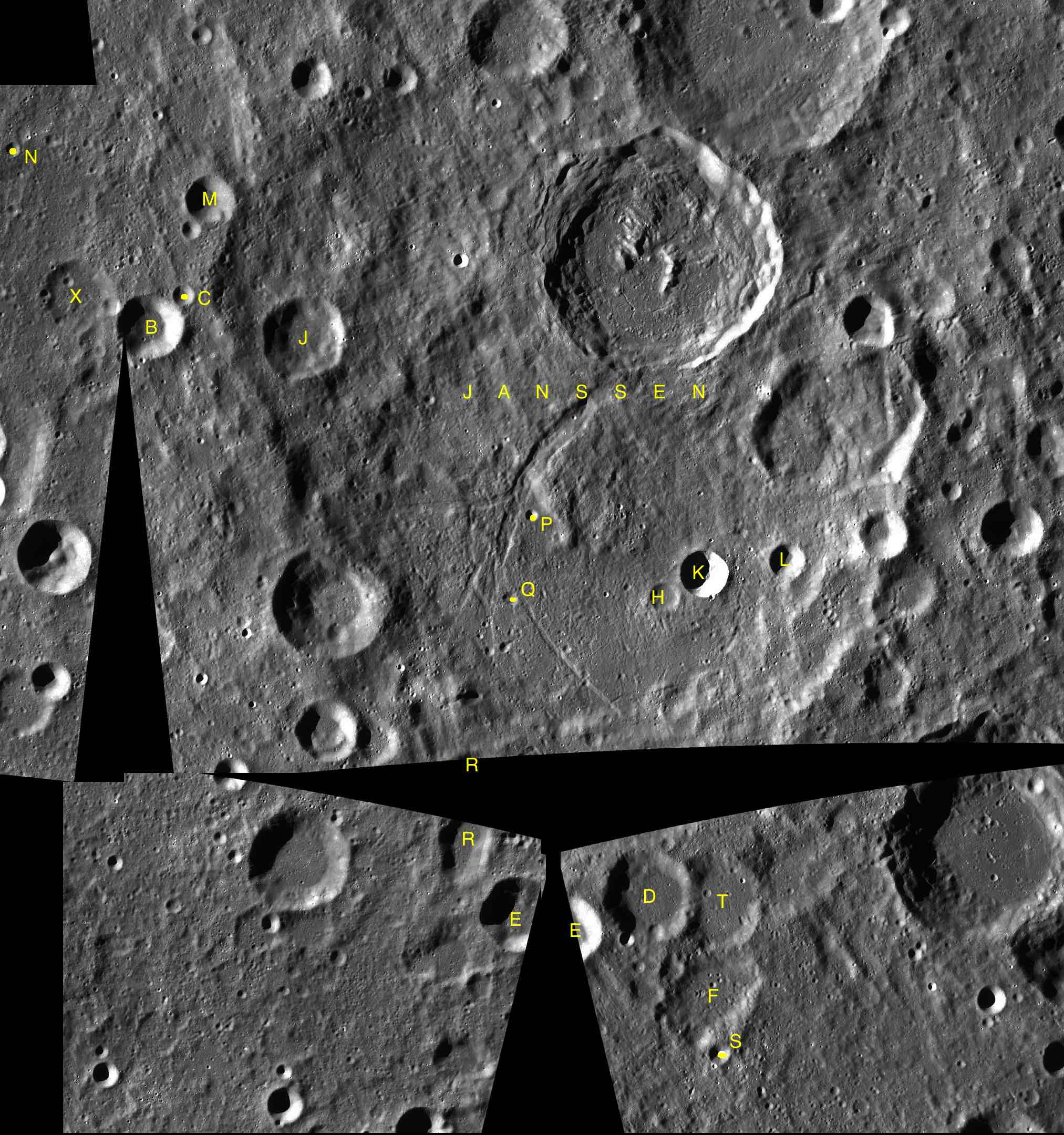
De satellietkraters van Janssen

Janssen is een oude inslagkrater op de Maan. De krater is genoemd naar de Franse astronoom Pierre Jules César Janssen (1824-1907). De naam Janssen werd gegeven door de Engelse selenograaf William Radcliff Birt (1804-1881).

## Beschrijving
De hele krater is zwaar geërodeerd en wordt gekenmerkt door veel kleinere kraterinslagen. De buitenrand is op meerdere plaatsen doorbroken, maar de omtrek van de kraterrand is nog te zien. De kraterwand vormt een opvallende zeshoekige vorm op het ruige maanoppervlak, met een lichte kromming aan de vertexen.

## Locatie
Janssen heeft een diameter van 201 km en bevindt zich op de hoogvlakte nabij het zuidoostelijk deel van de naar de Aarde toe gerichte zijde van de Maan. De vrij grote krater Fabricius ligt volledig binnen de buitenmuur in het noordoostelijke kwadrant van de kraterbodem. Een aantal andere kleinere, maar nog steeds opmerkelijke kraters zijn zichtbaar op de kraterbodem. De krater Metius is verbonden met de noordoostelijke rand en in het noorden ligt de zwaar geërodeerde krater Brenner. Ten zuidoosten van Janssen liggen de samengevoegde kraters Steinheil en Watt. Schrijlings op de zuidwestelijke rand staat de kleinere krater Lockyer. Verder naar het oosten ligt de enorme Vallis Rheita, hoewel het vanwege de elongatie lijkt dat deze in de buurt ligt.
In het zuidelijke deel van Janssen zijn de overblijfselen te zien van een grote, concentrische krater, waarvan Fabricius de muur bedekt. De bodem van deze inwendige verlaging bevat een systeem van rilles, genaamd de Rimae Janssen. De rilles buigen vanaf de rand van Fabricius naar de zuidoostelijke buitenwand van Janssen over een afstand van circa 140 kilometer.

## Satellietkraters van Janssen
Rondom Janssen bevinden zich verscheidene kleinere kraters die genummerd werden, beginnend bij degenen die zich het dichtst bij het middelpunt van de krater bevinden.
| Janssen | Breedtegraad | Lengtegraad | Diameter |
| ------- | ------------ | ----------- | -------- |
| B       | 43,2° ZB     | 34,4° OL    | 22 km    |
| C       | 42,8° ZB     | 34,9° OL    | 7 km     |
| D       | 48,5° ZB     | 41,1° OL    | 29 km    |
| E       | 48,8° ZB     | 39,9° OL    | 25 km    |
| F       | 49,7° ZB     | 41,9° OL    | 36 km    |
| H       | 45,3° ZB     | 41,7° OL    | 11 km    |
| J       | 43,4° ZB     | 36,6° OL    | 30 km    |
| K       | 46,1° ZB     | 42,3° OL    | 16 km    |
| L       | 45,9° ZB     | 43,4° OL    | 12 km    |
| M       | 41,8° ZB     | 35,4° OL    | 16 km    |
| N       | 41,4° ZB     | 32,2° OL    | 5 km     |
| P       | 45,3° ZB     | 39,7° OL    | 5 km     |
| Q       | 46,2° ZB     | 39,4° OL    | 5 km     |
| R       | 48,1° ZB     | 38,7° OL    | 17 km    |
| S       | 50,4° ZB     | 41,9° OL    | 8 km     |
| T       | 48,8° ZB     | 42,2° OL    | 31 km    |
| X       | 42,9° ZB     | 33,3° OL    | 24 km    |